# 阿克沙伊·文卡泰什
阿克沙伊·文卡泰什（英語：Akshay Venkatesh，1981年11月21日—），澳大利亚数学家。他的研究关注計數中的等分布问题，自守形式和数论，特别是表示论、局部对称空间和遍历理论。
2018年，他被授予菲尔兹奖，以表彰他对解析数论、均匀动态、拓扑结构、表示论的研究。

## 生平
文卡泰什于1998年在彼得·萨纳克指导下开始攻读普林斯顿大学博士学位，2002年完成了博士学位论文《微量准则的有限形式》。他获得了哈克特研究生奖学金的支持。随后，他在麻省理工学院做博士后研究，并在那里担任C.L.E.摩尔讲师。他于2004年至2006年期间从克莱数学研究所获得了克莱研究奖学金，并且是纽约大学Courant数学科学研究所的副教授。2005年至2006年曾任普林斯顿高等研究院数学学院研究员。自2008年9月1日起任斯坦福大学的教授。

## 工作
文卡泰什为数学领域的各种领域做出了贡献，包括数论、自守形式、表征论，局部对称空间和遍历理论。他与约尔丹·埃伦伯格一起，使用遍历方法通过二次形式对二次形式的积分表示的Hasse原理研究取得了重大进展。
在与曼弗雷德·艾因西德勒、埃隆·林登施特劳斯和菲利普·米歇尔的一系列合作中，文卡泰什重新审视了林尼克遍历方法并解决了尤里·林尼克长期以来关于立方数域上环面轨道分布的猜想。
文卡泰什还提供了一种非常新颖且更直接的方法来建立L函数的子凸性估计，超越了处理重要特殊情况的Hardy-Littlewood-Weyl、Burgess和Duke-Friedlander-Iwaniec的基础工作。这种方法最终导致文卡泰什和菲利普·米歇尔完全解决了GL（1）和GL（2）L-函数对一般数域的子凸性问题。